# Good Lovin'
『Good Lovin'』（グッド ラビン）は、美郷あきの6枚目のアルバムである。2013年7月10日にLantisから発売された。

## 概要
- これまでのアルバムとは違いベストではなくオリジナルに近いものに仕上がる。PCゲーム1曲、アニメ主題歌4曲、シングルカット2曲、アルバムオリジナル4曲、Overture1曲の計12曲構成。| [icon] | この節の加筆が望まれています。 |

## 収録曲
1. Overture
  - 作曲：渡辺拓也、編曲：藤沢慶昌
2. brilliant voice
  - 作詞：畑亜貴、作曲・編曲：斎藤悠弥
3. 愛のせいで眠れない
  - 作詞：畑亜貴、作曲・編曲：板垣祐介
4. 君を感じる世界
  - 作詞：畑亜貴、作曲・編曲：梅原新
5. Innocent heart 〜しあわせのすぐそばに〜
  - 作詞：畑亜貴、作曲・編曲：渡辺拓也
6. DESIRE
  - 作詞：西又葵、作曲：アッチョリケ、編曲：鈴木マサキ
7. unreal love!
  - 作詞：畑亜貴、作曲・編曲：悠木真一
8. 週末COUNT DOWN
  - 作詞：SAERI、作曲・編曲：Telaco
9. Spread Wings.
  - 作詞：西又葵、作曲：アッチョリケ、編曲：田辺トシノ
10. 守護心PARADOX
  - 作詞：畑亜貴、作曲・編曲：山元祐介
11. 美しい地球を知る者よ
  - 作詞：畑亜貴、作曲・編曲：増田武史
12. Dear my tears
  - 作詞：木村有希、作曲・編曲：板垣祐介

## タイアップ
| 曲名                 | タイアップ                                      |
| -------------------- | ----------------------------------------------- |
| 愛のせいで眠れない   | TVアニメ『はぐれ勇者の鬼畜美学』ED主題歌        |
| DESIRE               | PCゲーム『月に寄りそう乙女の作法』OP主題歌      |
| Spread Wings.        | TVアニメ『俺たちに翼はない』OP主題歌            |
| 守護心PARADOX        | TVアニメ『めだかボックス アブノーマル』ED主題歌 |
| 美しい地球を知る者よ | TVアニメ『宇宙戦艦ヤマト2199』第2章ED主題歌     |